# Bande dessinée islandaise
La bande dessinée islandaise est une bande dessinée réalisée par des auteurs islandais ou en langue islandaise.

## Histoire

### Pré-histoire
La bande dessinée est importée en Islande après la Seconde Guerre mondiale. La bande dessinée américaine occupe alors quasiment tout le marché ainsi que quelques adaptations danoises de séries européennes à succès. Au début des années 1970 les labels Fjölvi et Idunn proposent des traductions de grands classiques de la bande dessinée franco-belge. Les islandais peuvent alors découvrir Les Aventures de Tintin, Astérix, Lucky Luke, Spirou et Fantasio ou encore Blueberry. 

### Les débuts de la bande dessinée islandaise
À la fin des années 1970, est publié dans le journal Dagbladid, Bisi og Krimmi, la première bande dessinée véritablement islandaise par l'auteur Söb. Cette bande dessinée sous forme de strip met en scène un groupe de prisonniers. Lors des années 1980 des auteurs, comme Halldor Baldursson, Porri Hringsson et Bjarni Hinriksson, tentent de se fédérer autour de Bandormur et Gisp, deux revues auto-éditées. Ils essayent par la même occasion d'exposer leurs travaux. 

### Les années 1990-2000
La bande dessinée islandaise est incarnée durant cette période par un auteur français Jean Posocco installé à Reykjavik, qui publie plusieurs strips et publie son propre journal Blek.

## Source
- Patrick Gaumer, « Islande », Larousse de la BD, Paris : Larousse, 2010, hors-texte p. 72.